# Lista de guerras indígenas no Brasil

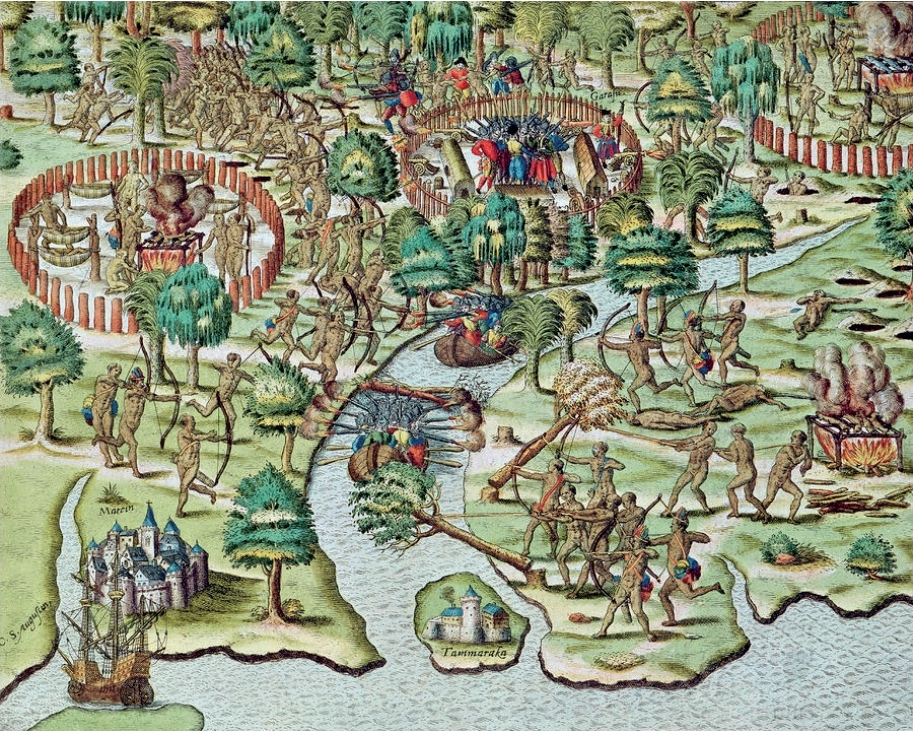
Ataque dos índios caetés à vila de Igarassu, em Pernambuco, a poucos quilômetros de Olinda. O conflito ocorreu no ano de 1549, já em pleno processo de colonização. A gravura é de Theodor de Bry, reproduzida por Hans Staden em seu livro Duas Viagens ao Brasil.

Esta é uma lista de guerras indígenas no Brasil, também chamadas de guerras da conquista, nas quais os povos originários do território que atualmente forma o Brasil resistiram à colonização europeia. Os indígenas lutaram do século XVI aos XVIII contra sua escravidão e por seu modo de vida, e sua luta em defesa dos seus direitos continua até os dias de hoje.
As guerras indígenas começaram na década de 1530 junto com o esforço de colonização das terras descobertas pelos europeus. Desde o descobrimento europeu, em 1500 houve apenas contato intermitente entre nativos e europeus (entre eles portugueses e franceses). Houve também troca de mercadorias, e os primeiros degredados foram deixados nas terras e aldeias nativas, dando início à miscigenação. Depois de 1530, as primeiras vilas portuguesas no litoral foram fundadas, o território foi dividido em capitanias hereditárias, e foram construídos diversos engenhos de açúcar. Teve início a colonização de fato, bem como as guerras que a acompanha.
O período mais intenso das guerras de conquista foi após a instalação do governo-geral em 1548. Algumas das guerras desse período foram testemunhadas e registradas pelo viajante alemão Hans Staden, autor de um livro sobre suas duas viagens ao Brasil.
| Guerra                   | Período                     | Descrição | Local aproximado (sobre o mapa atual do Brasil) |
| ------------------------ | --------------------------- | --- | ----------------------------------------------- |
| Confederação dos Tamoios | 1554–1567                   | Revolta ocorrida contra os colonizadores portugueses, envolvendo também colonizadores franceses e outros povos originários. A guerra foi travada, de um lado, pelas facções tupinambá reunidas sob o nome “tamoios” e aliadas aos franceses que, estabelecidos na colônia da França Antártica a partir de 1555, disputavam a região do Rio de Janeiro com Portugal. A luta terminou com a chegada de reforços portugueses, com o capitão-mor Estácio de Sá, o que deu início à expulsão dos franceses e a dizimação dos seus aliados tamoios. |                                                 |
| Guerra dos Aimorés       | 1555–1673                   | Resultado de conflitos iniciais de tentativa de escravização das populações indígenas e das entradas e bandeiras para extração e ocupação. Foi no contexto dessa guerra que Hans Staden foi mantido como prisioneiro em Ubatuba, tendo acompanhado o chefe Cunhambebe em expedições bélicas contra os portugueses e tupiniquins da região de Bertioga. Uma notória batalha dessa guerra foi a Batalha do Cricaré. |                                                 |
| Guerra dos Potiguaras    | 1574–1599 (primeira guerra) | Guerra surgida no contexto da conquista do Nordeste pelos portugueses. Seu estopim foi o sequestro de uma filha de um importante cacique Potiguara. Em 1586, os portugueses se aliaram aos Tabajara no combate aos Potiguara e aos seus aliados, os franceses, que ocupavam a Paraíba e o Rio Grande do Norte, entre outras regiões. |                                                 |
| Guerra dos Bárbaros      | 1651–1704                   | Guerra longa imposta por Portugal contra os povos kiriris e tapuais do sertão nordestino. Em vez de um ato de resistência unificado, a Guerra dos Bárbaros foi, nas palavras de Pedro Puntoni, uma "série heterogênea de conflitos entre índios e luso-brasileiros" que durou mais de meio século. |                                                 |
| Guerra dos Açus          | 1686–1692                   | Eposódio da Guerra dos Bárbaros. Leva esse nome por causa da ribeira do rio que abrigou a maior parte dos combates. |                                                 |
| Revolta de Mandu-Ladino  | 1712–1719                   | Revolta iniciada pelo indígena Mandu Ladino, que reuniu vários índios tapuias para se insurgir contra os fazendeiros. Iniciou-se com assassinato do mestre de campo Antonio da Cunha Souto Maior e teve fim com a morte do Mandu Ladino por afogamento, entre 1717 e 1719. |                                                 |
| Guerra dos Manaus        | 1723–1728                   | Guerra entre os portugueses e indígenas da tribo dos manaus, que habitavam nas imediações da povoação de Santa Isabel, no rio Negro e eram liderados por Ajuricaba. Segundo fontes oficiais, mais de 40 mil indígenas foram massacrados, entre eles o próprio Ajuricaba. |                                                 |
| Guerrilha Mura           | Século XVIII                | Os muras são descritos como um povo forte e guerreiro. Falavam uma língua incompreensível para os colonos e os jesuítas, familiarizados com o tupi. Esse povo foi vítima de ataques e epidemias ao longo dos anos. O ciclo de varíola na Amazônia, de 1720 a 1740, foi tão destrutivo que, em uma aldeia atingida, que antes abrigava 24 nações, sobraram apenas 600 indivíduos, |                                                 |
| Resistência Guaicuru     | 1725–1791                   | Com a descoberta de ouro em Cuiabá, e com o consequente início das expedições conhecidas como Monções, os colonizadores entraram em território habitado pelos Guaicuru, na então Capitania de Mato Grosso. Este povo era conhecido pela habilidade com que montavam seus cavalos. Após uma série de conflitos, um tratado de paz foi firmado entre portugueses e guaicurus, em 1791. |                                                 |
| Guerra Guaranítica       | 1753–1756                   | Conflito armado envolvendo os povos Guarani das missões jesuíticas contra as tropas espanholas e portuguesas, como consequência do Tratado de Madrid, que definiu uma linha de demarcação entre o território colonial espanhol e português na América do Sul. Cabe ressaltar que o território dos sete povos, atualmente, faz parte do Brasil (por isso consta nesta lista), mas na época pertencia à Espanha. |                                                 |
| Guerra de 1808–1824      | 1808–1824                   | Guerra declarada contra os Botocudos assim que a Corte portuguesa chegou ao Brasil, em 1808. |                                                 |
| "Tempo de Alto Alegre"   | 1901–1905                   | Repressão policial e militar contra os Guajajaras, nas proximidades do atual município de Barra do Corda (Maranhão), após um conflito envolvendo esta etnia indígena e uma missão religiosa capuchinha de catequese (Missão de Alto Alegre), que resultou em mortes de indígenas e não-indígenas. Só terminou após a morte na prisão da principal liderança tenetehara, o Capitão Caboré, em 1905, e o julgamento e absolvição dos indígenas que sobreviveram às execuções e prisão.                                                          |                                                 |